# درب الأبالاش

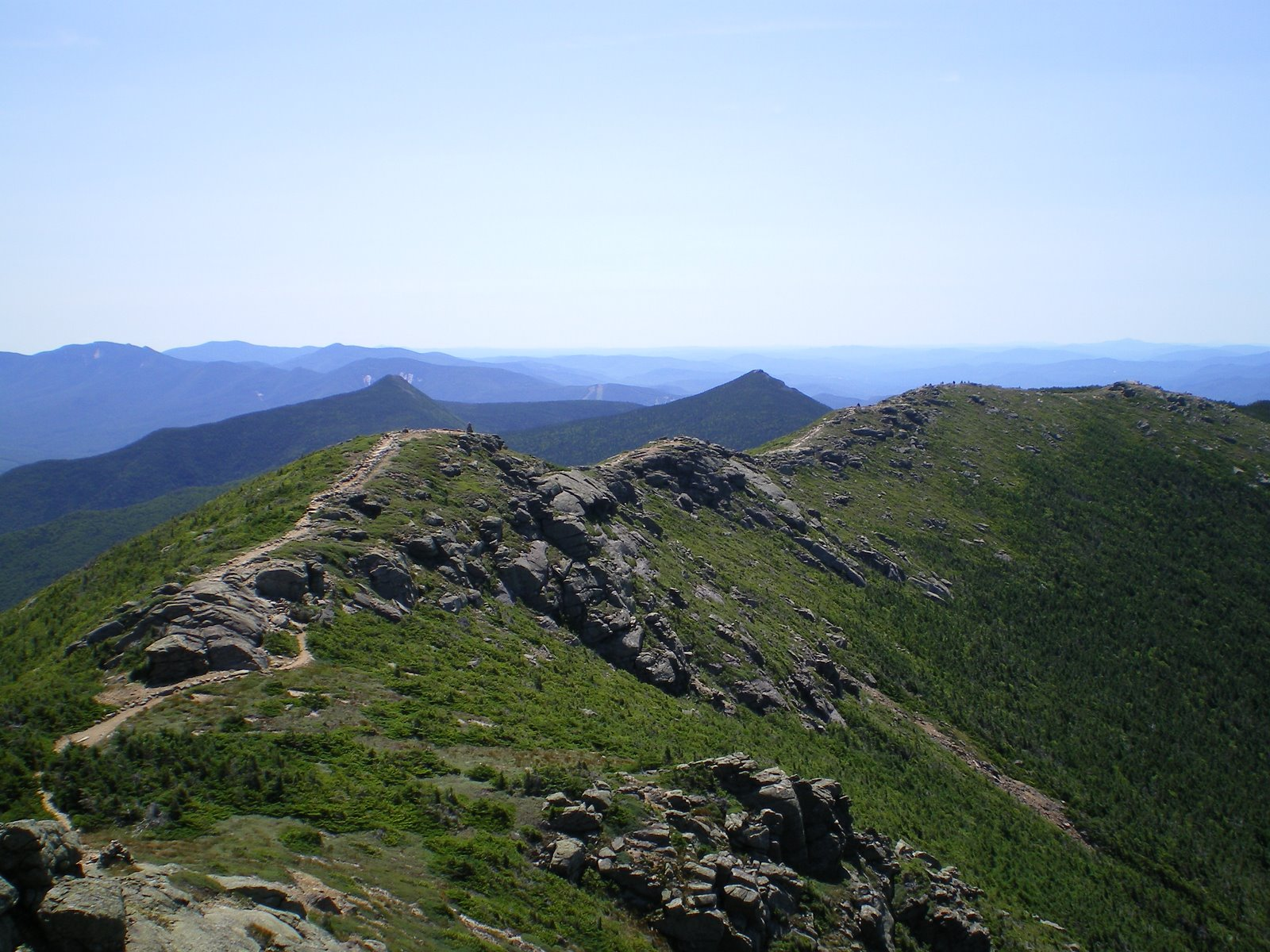

درب الأبالاش الوطني ذو المناظر الطبيعية (بالإنجليزية: Appalachian National Scenic Trail)‏، المشهورة باسم درب الأبالاش وتختصر بالإنجليزية (A.T.)، وهي درب مشي لمسافات طويلة مشهورة في شرق الولايات المتحدة تمتد بين جبل سبرينغر في جورجيا وجبل كاتاهدين في ولاية مين. يقدر طول الدرب حوالي 3,500 كم، وهذه المسافة تتغير مع مرور الوقت حسب تعديل أجزاء منها أو إعادة توجيهها. يعتقد أن درب الأبالاش أطول درب مشي لمسافات طويلة في العالم. ويقال إن أكثر من مليوني شخص يرتادون جزءا من الدرب مرة واحدة على الأقل كل عام.